# 29 Ceti
29 Ceti är en gul underjätte eller stjärna i huvudserien i stjärnbilden Valfisken.
29 Ceti har visuell magnitud +6,44 och nätt och jämnt synlig för blotta ögat vid mycket god seeing. Den befinner sig på ett avstånd av ungefär 160 ljusår.